# Polygonoideae
Polygonoideae es una subfamilia de plantas pertenecientes a la familia Polygonaceae.  El género tipo es Polygonum L.

## Géneros
| - Aconogonon - Atraphaxis - Bistorta - Calligonum - Duma - Emex - Eskemukerjea - Fagopyrum - Fallopia - Knorringia - Koenigia | - Muehlenbeckia - Oxygonum - Oxyria - Persicaria - Polygonella - Polygonum - Pteropyrum - Reynoutria - Rheum - Rubrivena - Rumex |